# Badhus

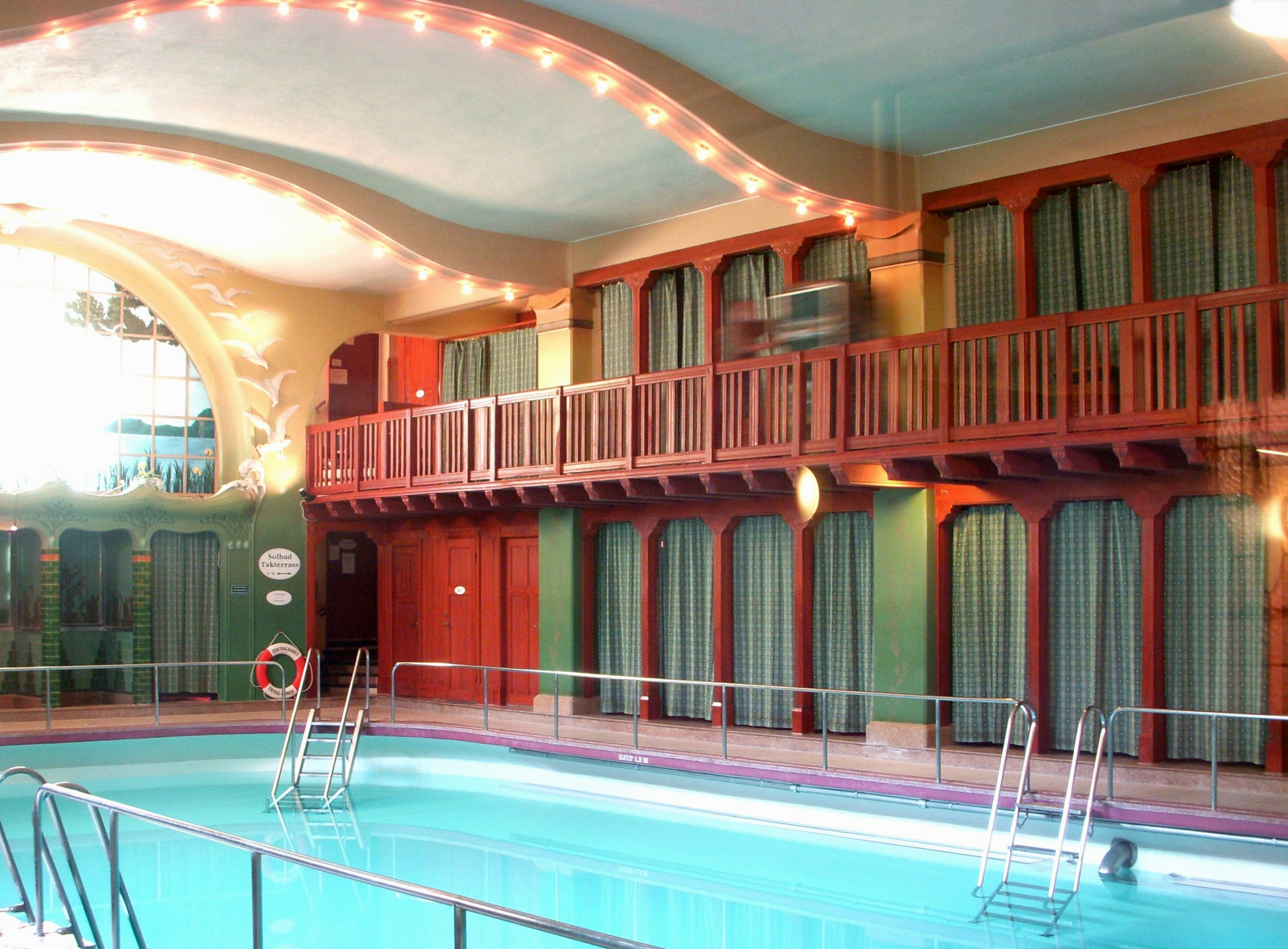
Centralbadet i Stockholm, juli 2011.

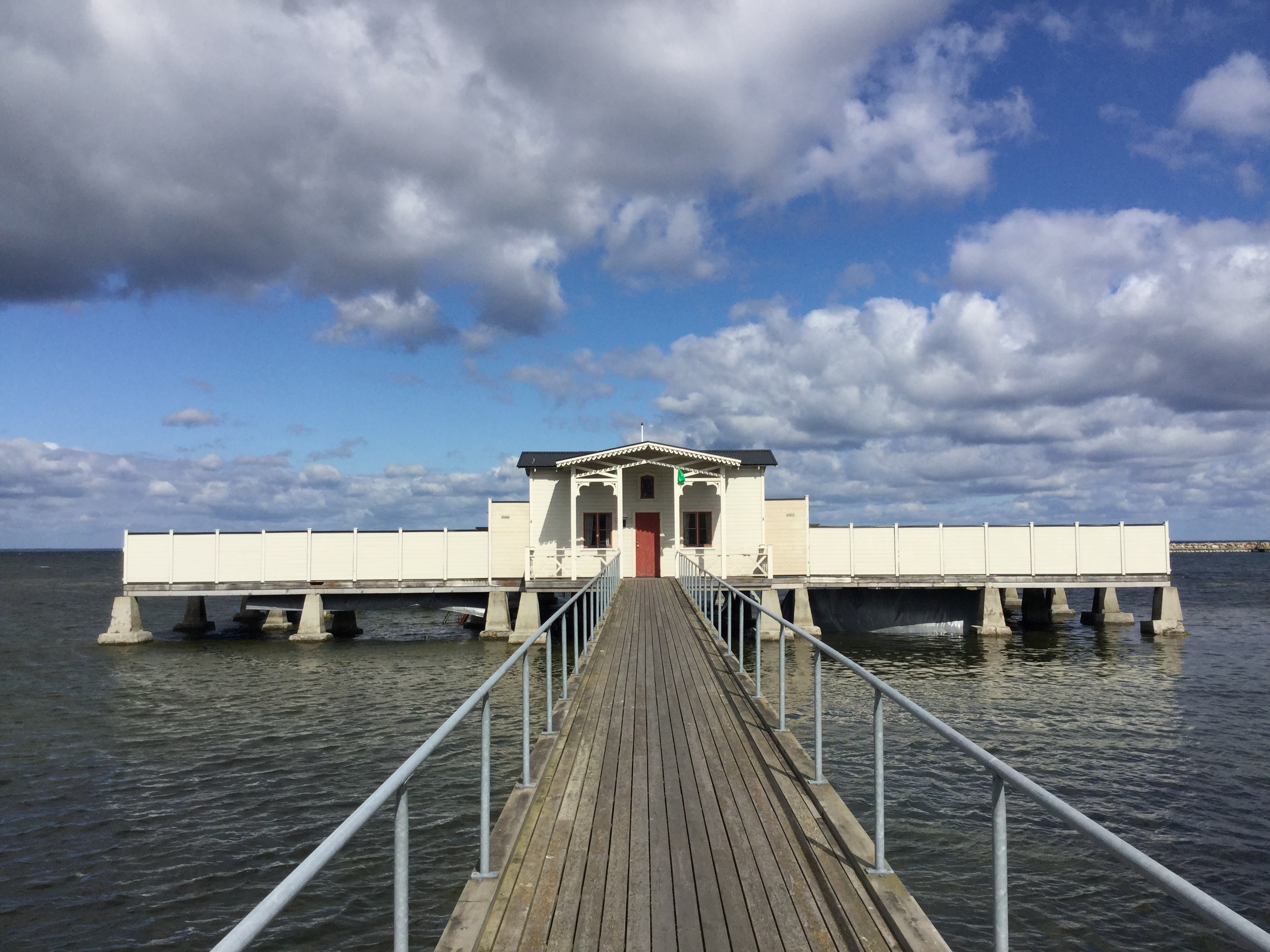
Borgholms kallbadhus, juni 2017.

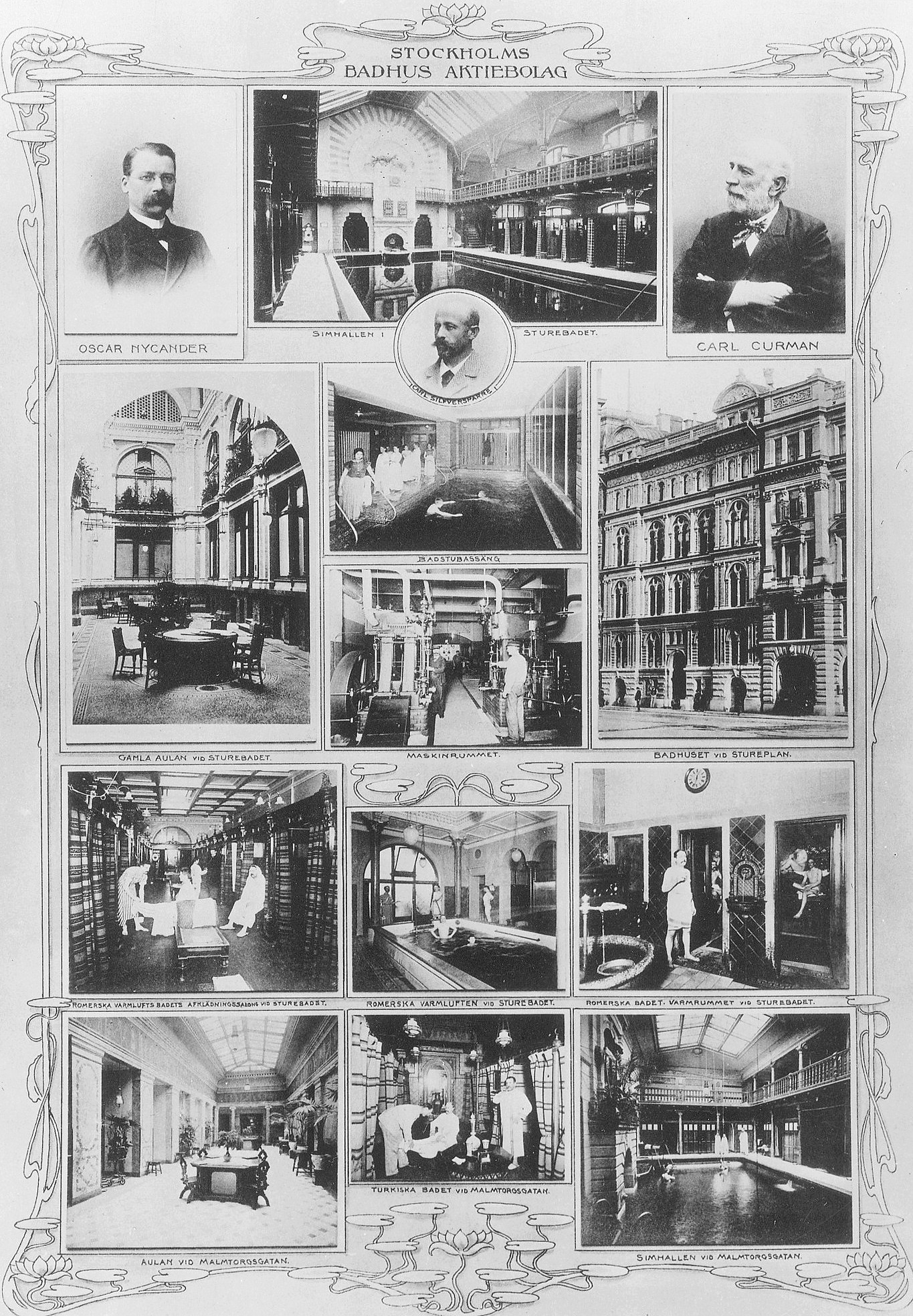
Affisch för Stockholms Badhusaktiebolag.

Ett badhus är en byggnad som är inrättad för bad, simning eller en kombination av båda. Ett badhus kan erbjuda också bastubad och simundervisning. Badhuset är ofta offentligt, men mindre anläggningar kan vara privata.

## I Sverige
Badhus blev förbjudet i Sverige 1725 då dom ansågs sprida syfilis. 

## Varmbadhus
Bland olika typer av badhus kan nämnas de moderna formerna simhall och äventyrsbad, större anläggningar för ångbad och liknande badformer. Mer exotiska eller äldre former av badhus omfattar bland annat termer (romerskt bad) och hamam (turkiskt bad).

## Kallbadhus
Huvudartikel: Kallbadhus
Kallbadhus är badinrättningar på stranden eller i vattnet nära stranden, som är utformade för att göra det bekvämt och skyddat att bada i ouppvärmt havs- eller sjövatten. Kallbadhus började byggas i Sverige under första hälften av 1800-talet och kombinerades ofta med olika slags invärtes och utvärtes vattenkurer.
Exempel på kallbadhus i Sverige är Gustafsbergs kallbadhus, Lysekils badinrättning, Bjärreds saltsjöbad, Ribersborgs kallbadhus, Varbergs kallbadhus och Borgholms kallbadhus. 
Ett tidigt kallbadhus i Sverige var Gjörckeska badinrättningen på Riddarholmen i Stockholm, som öppnade 1827. Det revs 1882 och ersattes av ett annat i närheten, också i sötvatten i Riddarfjärden, nämligen Strömbadet, ritat 1882 av arkitekt Axel Kumlien. Strömbadet revs 1936. Sjövattnet var då nedsmutsat, samtidigt som intresset för att friluftsbada i slutna badinrättningar minskat.
Det förekommer också  badsumpar, små privata badhus på strandtomter, som också används för omklädning inför havs- eller sjöbad.

## Galleri

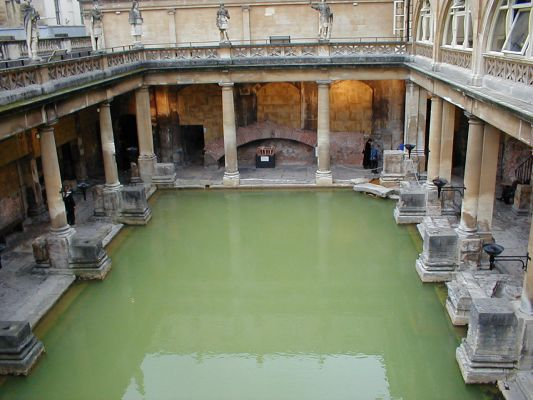
De romerska termerna i Bath.
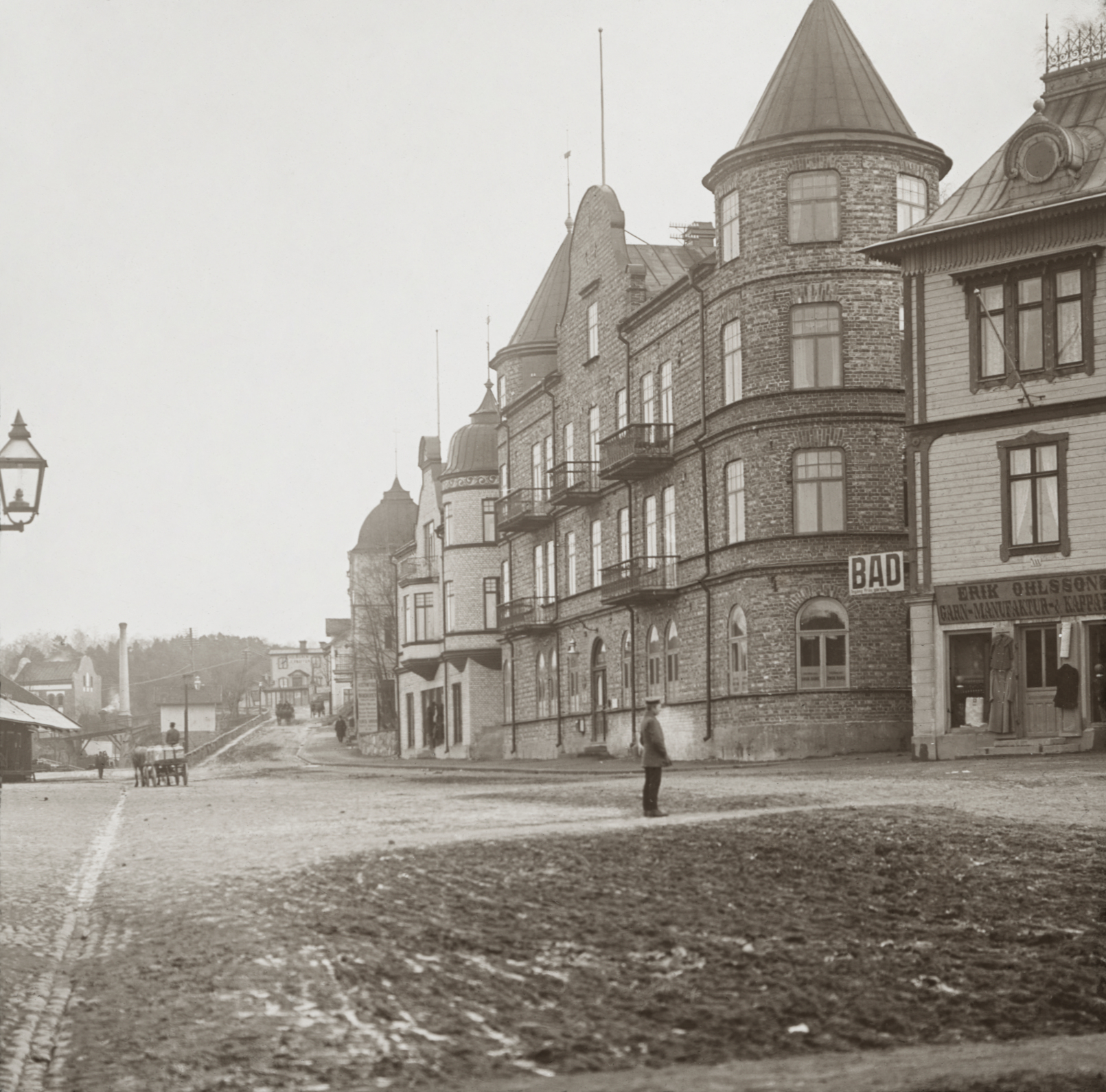
Badhuset i Gnesta, 1900-tal.
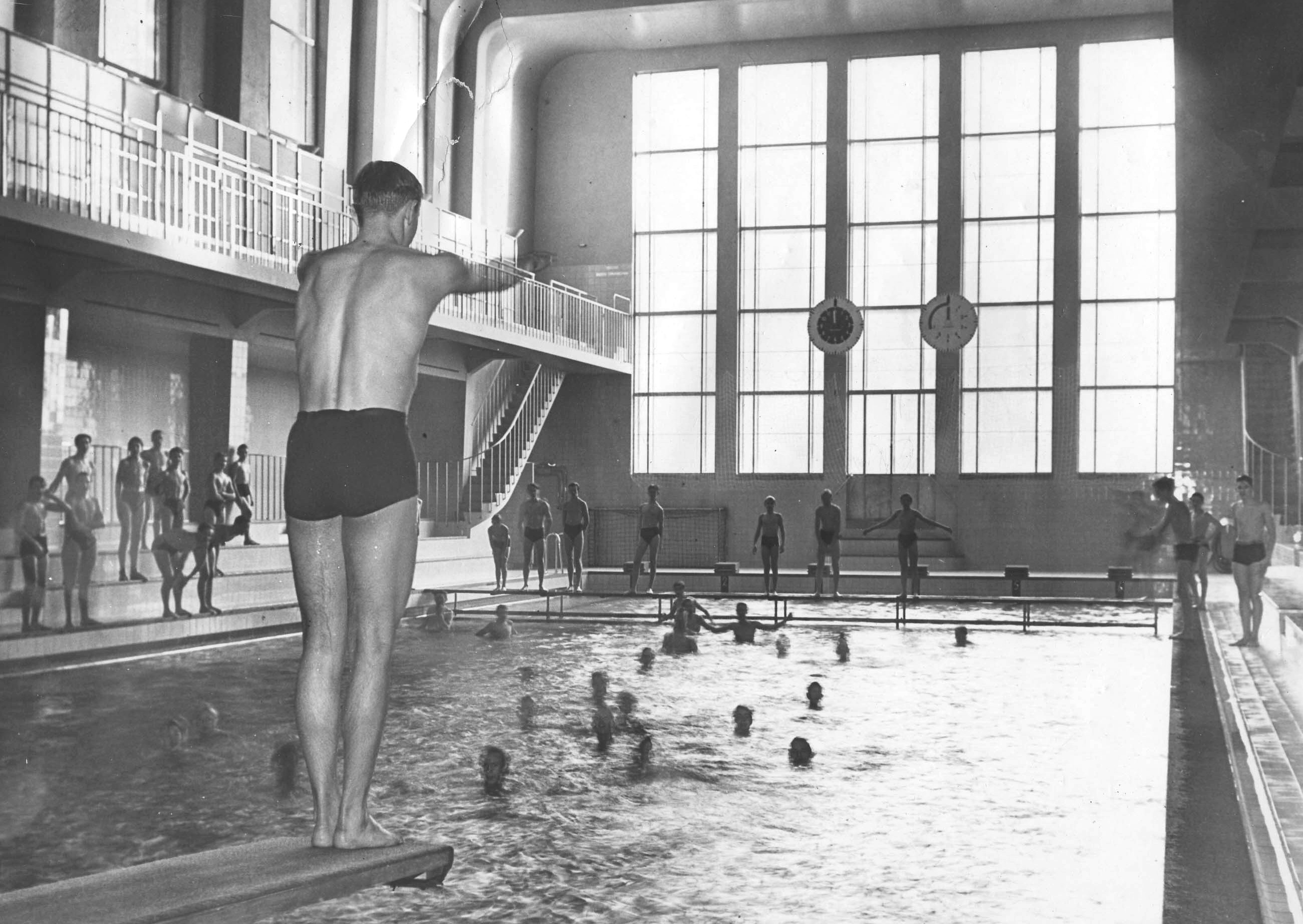
Medborgarhusets bad i Stockholm, 1939.
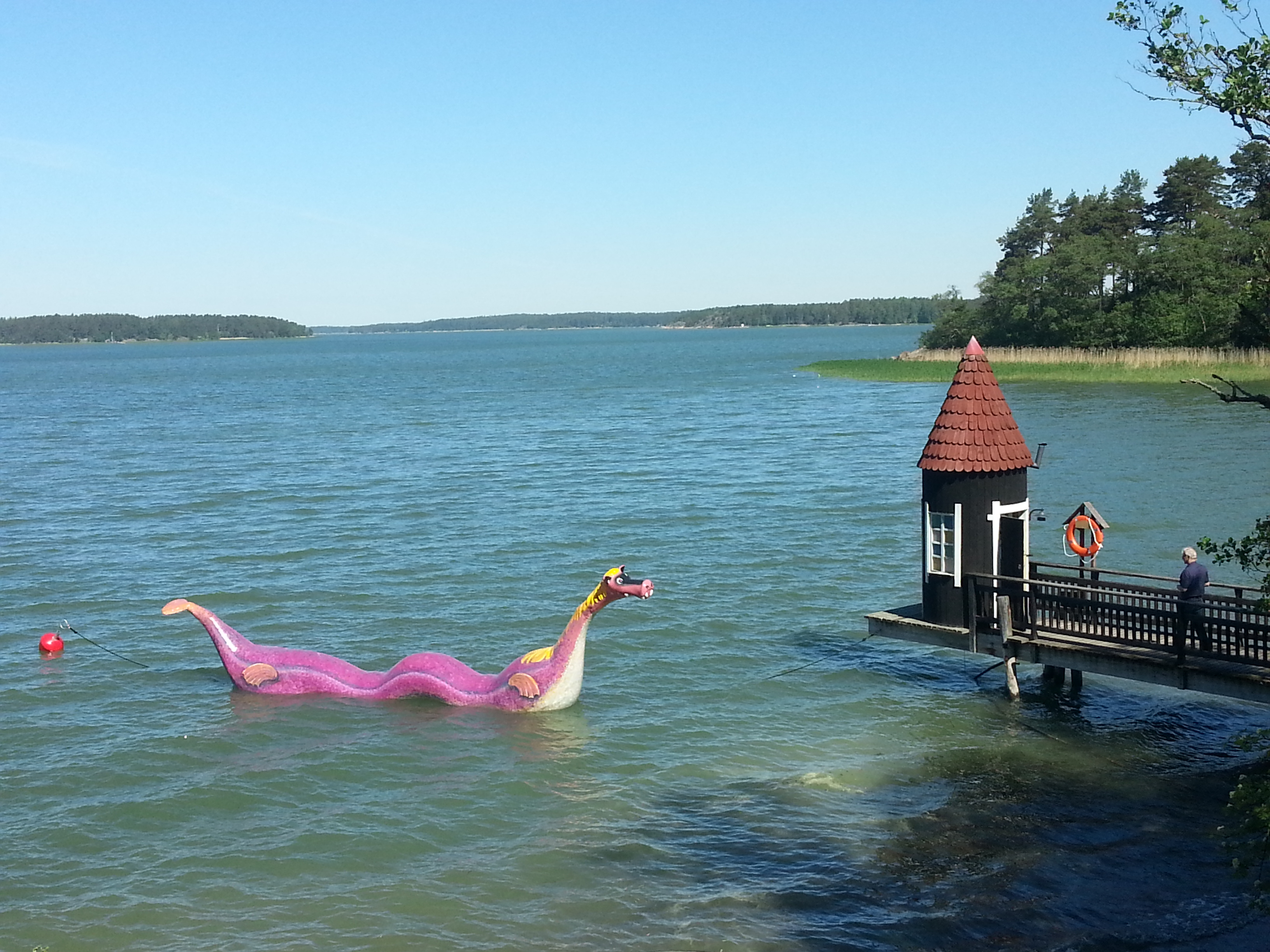
Muminfamiljens privata badhus, byggt i Finland efter Tove Janssons illustrationer.